# It's Mine
(Un verso del ritornello della canzone)
It's Mine è il quarto singolo del gruppo rap statunitense Mobb Deep estratto dall'album "Murda Muzik". È stato prodotto dagli stessi Havoc e Prodigy e vi ha partecipato Nas.

## Informazioni
Il singolo non ha debuttato all'interno della chart Billboard Hot 100, ma ha raggiunto la posizione n.71 nella Hot R&B/Hip-Hop Songs e la n.25 nella Hot Rap Tracks.
Il suo testo è stato scritto dagli stessi Mobb Deep e anche da Nas.

## Campionamenti
La base della canzone campiona fortemente il brano principale della colonna sonora del film "Scarface" (composta da Giorgio Moroder), dal titolo "Scarface Clues". Questa fu la seconda volta, dopo "G.O.D. Pt. III", che il gruppo campionò la musica di tale film per i suoi singoli.

## Testo
"It's Mine" è una canzone di dissing che il gruppo rivolse a Tupac Shakur, anche dopo la sua morte. I Mobb Deep e Nas vi insultarono il rapper facendo proprio il termine "Thug Life"'..
Il ritornello della canzone può invece essere considerato come una modifica di quello del singolo delle cantanti R&B Brandy e Monica "The Boy Is Mine". Difatti, mentre il ritornello del singolo originale è:
nel singolo dei Mobb Deep fu modificato in:

## Videoclip
Il videoclip è stato diretto da Hype Williams. Nella scena iniziale, i Mobb Deep arrivano su di un'isola tropicale a bordo di un elicottero e fanno sosta a un bellissimo albergo con palme, piscina e ragazze in bikini. Havoc rappa la prima strofa sotto un portico, poi nella seconda scena è Prodigy a rappare, mentre è a bordo di un motoscafo che corre veloce. Nas canta invece il ritornello della canzone e rappa la terza strofa. Altre scene del video mostrano Havoc, Prodigy e Nas cantare tutti e tre assieme davanti alla facciata della lussuosa villa, circondati da molte ragazze.

## Tracce
LATO A:
1. It's Mine [Dirty Version]
2. It's Mine [Instrumental]

LATO B:
1. It's Mine [Clean Version]
2. It's Mine [Acappella]

## Posizioni in classifica
| Chart (1999)                          | Posizione massima |
| ------------------------------------- | ----------------- |
| Billboard Hot R&B/Hip-Hop Songs (USA) | 71                |
| Billboard Hot Rap Tracks (USA)        | 25                |